# Homalium rubrocostatum
Homalium rubrocostatum är en videväxtart som beskrevs av Herman Otto Sleumer. Homalium rubrocostatum ingår i släktet Homalium och familjen videväxter. Inga underarter finns listade i Catalogue of Life.